# 菲尔·巴德斯利
菲利普·"菲尔"·安东尼·巴德斯利（英語：Phillip "Phil" Anthony Bardsley，1985年6月28日—），生于英格兰大曼徹斯特的索尔福德（Salford），是一名蘇格蘭职业足球运动员，於2008年1月22日由曼聯轉投桑德兰，簽約3年半。

## 球員生涯

### 球會
曼聯
巴士利原先就讀於索爾福德霍普高中（Hope High School），和原曼聯隊隊友马克·霍华德是同學。巴斯利在於曼聯簽約之前職業生涯開始於查爾斯敦青年球會（Charlestown Lads Club）。巴斯利在曼聯隊就訓練場附近地區長大，他在學校假期時經常去那裡觀看心目中的英雄訓練。他是現役球員中唯一一位在足球學校中完成全部等級學習的球員，他 8 歲起就入學訓練。
巴士利司職後衛，偶爾出現在歐聯和英格蘭聯賽盃的曼聯陣容中。2004年他被租借去曼聯於比利時的衛星球會皇家安特衛普。
般尼
2006年3月16日，巴士利外借到英格蘭足球冠軍聯賽的直到賽季結束。他為球隊出場 6 次，但是在和的交手中誤入一球烏龍球。
格拉斯哥流浪
2006-07賽季巴士利被轉租到了蘇格蘭超級足球聯賽豪門。在2006年9月9日他在對為球隊射入聯賽首個入球，他在和的比賽中領紅牌，因此錯失了和些路迪之間的老字號打吡，儘管由於不佳的狀態也未必再比賽中會上場。2006年10月17日，傳出巴斯利涉及在訓練場上和球隊法國籍主教練保羅·勒·岡發生爭執，隨後他也基本失去了上場的機會。不再有出場機會的巴斯利在2006年11月重返了曼聯。
阿士東維拉
在2007年1月8日巴斯利租借去半個賽季，1月20日在和的對陣中首次出現在英超的比賽中。2007年5月1日由於阿士東維拉領隊馬田·奧尼爾。並不想永久簽下巴斯利，因而被曼聯召回。
錫菲聯
2007年10月15日，曼聯把巴斯利外借谢菲尔德联，於2008年1月外借期滿時共上陣 16 場。
新特蘭
錫菲聯原有意收購巴斯利，但被快一步，於2008年1月22日以 200 萬英鎊將巴斯利帶到桑德兰，合約為期三年半。1月29日，他首次代表新特蘭對賽伯明翰城的英超聯賽中上陣。在2008年8月27日對諾定咸森林的英格蘭聯賽盃比賽為新特蘭取得首個入球。
2010年11月7日，巴斯利與新特蘭續簽三年半新約留隊至2014年。

### 國家隊
巴斯利雖然於英格兰出生，但他家族關係他亦可選擇代表蘇格蘭及愛爾蘭。巴斯利向傳媒透露其19歲於曼聯時期，有一天他被召入領隊費格遜爵士辦公室，當時蘇格蘭領隊也在內，費格遜爵士對巴斯利說他是蘇格蘭人，要他代表蘇格蘭。但最終巴斯利覺得自己尙年輕及於球會內仍未能站穏，所以未有落實。
到2010年10月，25歲的巴斯利决定以父親在蘇格蘭出生的原因選擇代表蘇格蘭代表隊。其首場國家隊比賽為2010年10月12日蘇格蘭主場對西班牙的2012年歐洲國家盃外圍賽，巴斯利踼足全場，但仍負2:3。